# Massacre da Batávia em 1740
O massacre da Batávia de 1740 (neerlandês: Chinezenmoord, lit. 'Assassinato dos chineses'; Indonésio: Geger Pacinan, lit. 'Chinatown tumult') foi um massacre e pogrom em que soldados europeus da Companhia Holandesa das Índias Orientais e colaboradores javaneses mataram residentes chineses étnicos da cidade portuária de Batávia (atual Jacarta), nas Índias Orientais Holandesas. A violência na cidade durou de 9 de outubro de 1740 até 22 de outubro, com pequenas escaramuças fora dos muros continuando até novembro daquele ano. Historiadores estimam que pelo menos 10 000 chineses étnicos foram massacrados; Acredita-se que apenas 600 a 3 000 tenham sobrevivido.
Em setembro de 1740, quando a agitação aumentou entre a população chinesa, estimulada pela repressão do governo e pelo declínio dos preços do açúcar, o governador-geral Adriaan Valckenier declarou que qualquer revolta seria recebida com força mortal. Em 7 de outubro, centenas de chineses étnicos, muitos deles trabalhadores de usinas de açúcar, mataram 50 soldados holandeses, levando as tropas holandesas a confiscar todas as armas da população chinesa e a colocar os chineses sob um toque de recolher. Dois dias depois, rumores de atrocidades chinesas levaram outros grupos étnicos batavos a queimar casas chinesas ao longo do rio Besar e soldados holandeses a disparar canhões contra casas chinesas em vingança. A violência logo se espalhou por toda a Batávia, matando mais chineses. Embora Valckenier tenha declarado anistia em 11 de outubro, gangues de irregulares continuaram a caçar e matar chineses até 22 de outubro, quando o governador-geral pediu com mais força o fim das hostilidades. Fora das muralhas da cidade, os confrontos continuaram entre as tropas holandesas e os trabalhadores revoltosos das usinas de açúcar. Depois de várias semanas de pequenas escaramuças, tropas lideradas pelos holandeses atacaram fortalezas chinesas em usinas de açúcar em toda a área.
No ano seguinte, ataques contra chineses étnicos em Java desencadearam a Guerra de Java, que opôs forças étnicas chinesas e javanesas contra tropas holandesas. Valckenier foi mais tarde chamado para a Holanda e acusado de crimes relacionados ao massacre. O massacre figura fortemente na literatura holandesa, e também é citado como uma possível etimologia para os nomes de várias áreas em Jacarta.